# Зильс-им-Энгадин
Зильс-им-Энгадин (Сель) (нем. Sils im Engadin, романш. Segl) — коммуна в Швейцарии, в кантоне Граубюнден, регионе Верхний Энгадин, на берегу озера Зильс. 
Входит в состав округа Малоя. Население составляет 745 человек (на 31 декабря 2006 года). Официальный код  —  3789.

## Фотографии

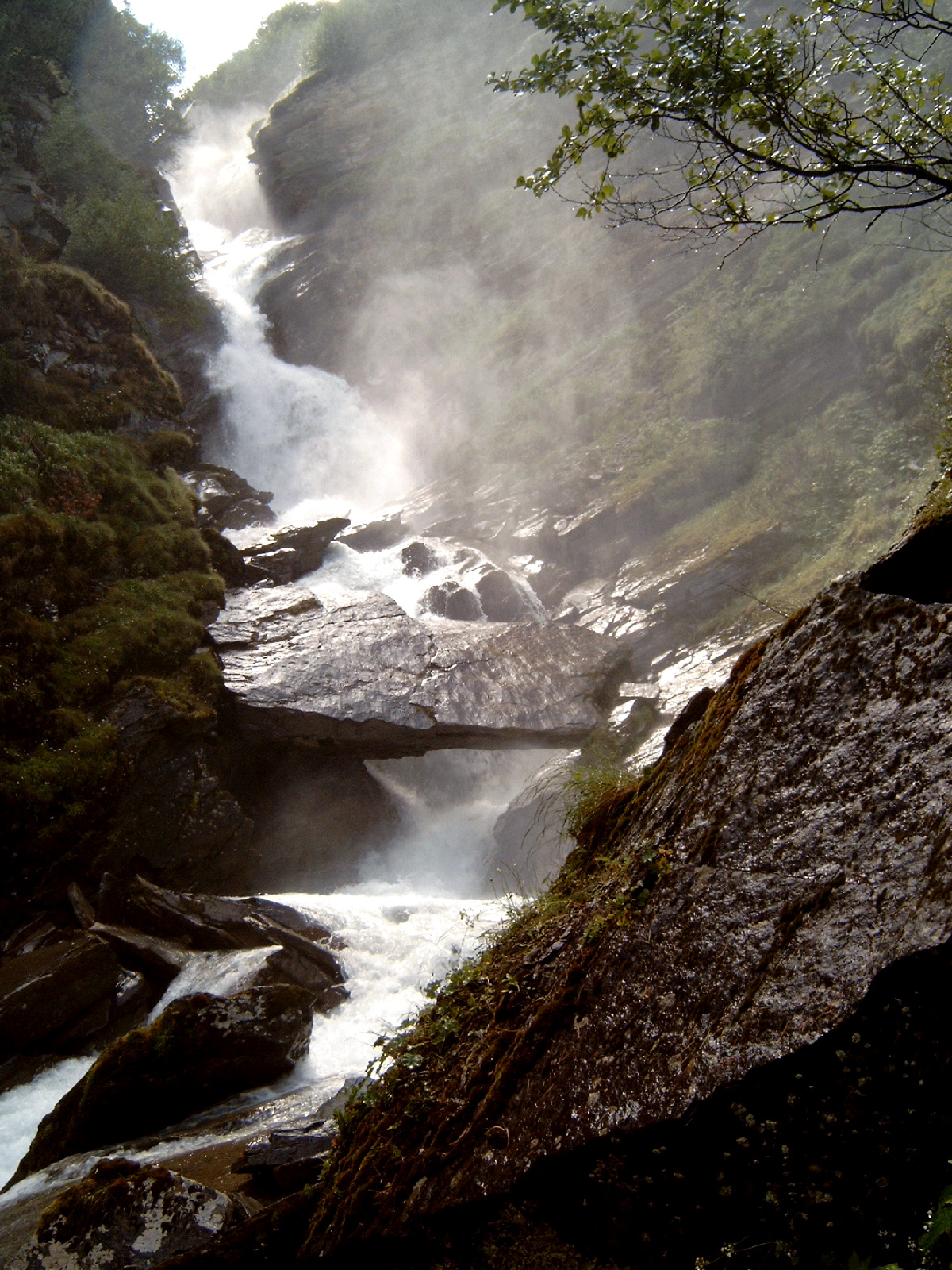
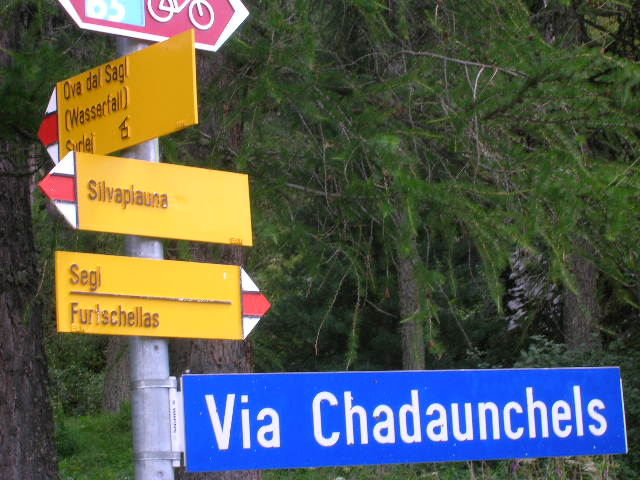
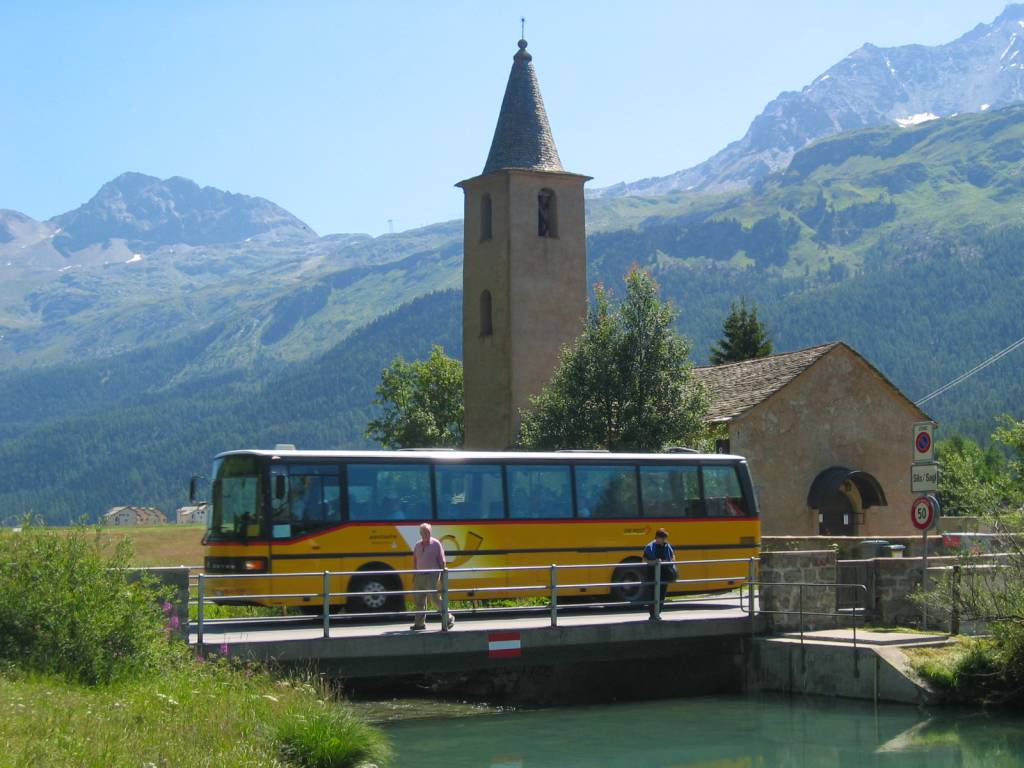
Церковь